# Goodyear Jazz Concert
Goodyear Jazz Concert war der Titel einer Reihe von Jazz-Filmen, die in den frühen 1960er-Jahren von der Reifenfirma Goodyear in Auftrag gegeben und von Mike Bryan produziert wurden.
Anfang der 1960er-Jahre gab der amerikanische Reifenhersteller Goodyear Tire Company als Promotion einige Jazz-Kurzfilme in Auftrag. Dabei entstanden Studioaufnahmen der Louis Armstrong All Stars (mit Jewel Brown, New York City, 2. April 1962), der Eddie Condon All Stars (New York City, 1962), des Duke Ellington Orchestra (Kinda Dukish) und des Bobby Hackett Sextetts (New York City, 1962) u. a. mit Urbie Green und Bob Wilber. Die Aufnahmen wurden im Original auf 35-mm-Film gedreht; die Musik in Stereo aufgenommen. Die Aufnahmen der Gruppen um Armstrong, Hackett und Condon wurden 2016 auf DVD veröffentlicht.